# Walentin Boschkow
Walentin Boschkow (bulgarisch Валентин Божков; * 2. Mai 1958 in Samokow) ist ein ehemaliger bulgarischer Skispringer.

## Werdegang
Sein internationales Debüt feierte Boschkow, der für den Verein Army Club Septemvrisko Zname startete, beim Auftaktspringen zur Vierschanzentournee 1975/76 in Oberstdorf. Er erreichte dort wie auch bei allen drei folgenden Springen nur hintere Platzierungen. Bestes Ergebnis war Rang 74 in Innsbruck. Am Ende belegte er Rang 75 der Gesamtwertung.
Vier Jahre später startete er bei der Vierschanzentournee 1979/80, womit er zugleich sein Debüt im neu geschaffenen Skisprung-Weltcup gab. Jedoch konnte er sich erneut nicht durchsetzen und landete wieder nur jenseits von Platz 80 in allen Springen. Damit belegte er am Ende Rang 89 der Tournee-Gesamtwertung.
Zwei weitere Jahre später, bei der Vierschanzentournee 1982/83, konnte er sich wesentlich verbessern und landete in Oberstdorf auf Anhieb auf Rang 47. Auch in Garmisch-Partenkirchen landete er auf diesem Platz. In Innsbruck und Bischofshofen blieb er jedoch erneut jenseits der Top 50. Am Ende lag er bei dieser Auflage der Vierschanzentournee auf Rang 50 der Gesamtwertung. Ein Jahr später bei der Vierschanzentournee 1983/84 war der 47. Platz in Garmisch-Partenkirchen seine beste Platzierung.
Bei den Olympischen Winterspielen 1984 in Sarajevo, die zugleich als Nordische Skiweltmeisterschaften gewertet wurden, startete Boschkow im Einzelspringen von der Normalschanze und landete auf Platz 37. Von der Großschanze startete er nicht. Bei der Vierschanzentournee 1984/85 erreichte er erneut keine guten Platzierungen. Nur in Garmisch-Partenkirchen lag er erneut mit Rang 38 auf einem guten Platz in den Top 50.
Bei den Nordischen Skiweltmeisterschaften 1985 in Seefeld in Tirol landete Boschkow im Springen von der Großschanze K109, welches in Innsbruck ausgetragen wurde, auf Rang 54. Für das Teamspringen stellte Bulgarien keine Mannschaft auf. Von der Normalschanze K90 in Seefeld belegte er mit Sprüngen auf 76,5 und 79 Meter den 44. Platz.
Bei seiner letzten Vierschanzentournee 1986/87 konnte Boschkow in keinem Springen überzeugen. Am Ende erreichte er Rang 71 der Gesamtwertung. Seine Karriere beendete er schließlich mit dem Start bei den Nordischen Skiweltmeisterschaften 1987 in Oberstdorf, wo er noch einmal auf Rang 61. von der Normalschanze sprang. Von der Großschanze belegte er nach Sprüngen auf 98,5 und 102,5 den 36. Platz. Erstmals war auch eine bulgarische Mannschaft im Teamspringen am Start, erreichte aber nur den 17. Platz von 17 startenden Nationen.

## Erfolge

### Vierschanzentournee-Platzierungen
| Saison  | Platz | Punkte |
| ------- | ----- | ------ |
| 1975/76 | 75.   | 491,0  |
| 1979/80 | 89.   | 316,0  |
| 1982/83 | 50.   | 600,1  |
| 1983/84 | 68.   | 342,6  |
| 1984/85 | 78.   | 261,7  |
| 1986/87 | 71.   | 350,7  |